# 普雷扎 (巴西)
普雷扎（葡萄牙語：Pureza）是巴西北大河州的一个市镇。总面积504.317平方公里，总人口7079人，人口密度14人/平方公里。